# Птеросаури
Птеросаури (лат. Pterosauria) су први летећи гмизавци периода Јуре. Њима су предњи удови закржљали, а развитком опне су успели да полете. Птеросаури се често називају диносаурусима, али то није тачно. У диносаурусе спадају искључиво гмазови са усправним ставом (надред Dinosauria). Птеросаури се такође често називају птеродактилима, што је нетачно. Израз птеродактил односи се на род Pterodactylus, а у ширем смислу на подред Pterodactyloidea.

## Изглед
Кости птеросаура су биле шупље, што им је тело чинило лакшим за летење. Крилима, у којима није било костију, нису махали већ су једрили (лебдели ваздухом). 
Распон крила достизао им је дужину и до осам метара. Овакав начин летења није им дозвољавао дужи боравак у ваздуху. Крила им нису била прекривена перјем већ од танке коже (тек у каснијем периоду јуре се појављују птице са перјем).
Живели су на високом дрвећу и на планинским литицама које су им омогућавале узлетање. У потрази за храном често су и сами постајали плен. Први птеросаури из доба јуре имали су и развијене зубе који су им омогућавали лов и на већи плен.